# Parasoidea
Parasoidea is een geslacht van vlinders van de familie slakrupsvlinders (Limacodidae).

## Soorten
- P. albicollaris Hering, 1931
- P. neurocausta (Turner, 1926)
- P. paroa Turner, 1902